# Spis powszechny dzikich zajęcy (opowiadanie)
Spis powszechny dzikich zajęcy – opowiadanie humorystyczne Georgiego Miszewa, wydane w 1970 r. w tomie opowiadań Esenen panair. Na podstawie opowiadania Eduard Zacharijew nakręcił w 1973 r. film, do którego Miszew napisał scenariusz (zob. Spis powszechny dzikich zajęcy).

## Treść
Do wsi przyjeżdża statystyk. Z miejscowych chłopów, nauczyciela i weterynarza tworzy komisję, która ma mu pomóc z przeliczeniu pogłowia zajęcy na potrzeby statystyki, ponieważ państwo chce wiedzieć, jakim bogactwem dysponuje Ponieważ nauczyciel i weterynarz nie chcą brać udziału w komisji, statystyk grozi im założeniem raportu. Komisja wychodzi na pole kapusty, rozpina sieci i próbuje znaleźć zające, ale zajęcy nie ma. W południe członkowie komisji rozpoczynają posiłek, popijają rakiję i zapominają o zadaniu.
Opowiadanie zostało przetłumaczone na język polski przez Wojciecha Gałązkę i znalazło się w wydanej w 1975 r. antologii Spis powszechny dzikich zajęcy i inne opowiadania, w wyborze Krystyny Migdalskiej i Wojciecha Gałązki, Warszawa 1975. 